# Movimiento 22 de Marzo
El Movimiento 22 de Marzo fue un movimiento estudiantil nacido el 22 de marzo de 1968 en la facultad de Nanterre que tuvo como líderes a Daniel Cohn-Bendit y a Serge July. Fue una de las expresiones del sesentayochismo.

## Antecedentes
En una época marcada por la influencia de autores como Wilhelm Reich, Herbert Marcuse, Raoul Veinagem, Guy Debord, Gilles Deleuze y Pierre Bourdieu, entre otros, los medios estudiantiles multiplicaban los actos de divulgación de su concepción de la libertad sexual y denunciaban las neurosis inducidas por la falta de libertades, tanto sexuales como sociales, culturales y políticas. En el plano político, apoyaban las protestas en contra de la guerra de Vietnam y a favor de los movimientos de descolonización.
A partir del inicio del curso universitario de 1967, los estudiantes endurecieron las protestas en contra del llamado "plan Fouchet" (Christian Fouchet era Ministro de Educación en 1966) destinado a reformar la enseñanza superior para acercarla al mundo de la empresa, y a establecer un sistema de selección para acceder a determinadas carreras. Buena parte del mundo estudiantil empezó entonces a replantearse tanto el sistema universitario como los valores transmitidos por este tipo de enseñanza. Estos temas estaban a la orden del día en la facultad de Nanterre, donde los estudiantes multiplicaban asambleas y debates; reclamaban también que se respetara la libertad de expresión política en el campus. Los sindicatos estudiantiles tradicionales como Union National des Etudiants de France (UNEF) y Union des Etudiants Communistes (UEC), pronto se vieron desbordados. Otros movimientos similares ya existían en las universidades de Rennes, Nantes, Estrasburgo y Lyon.
El nacimiento del Movimiento 22 de Marzo en 1968 fue la consecuencia de un año de agitación y movilizaciones en la universidad. Todo empezó el 21 de marzo de 1967, cuando un grupo de estudiantes de la facultad de Nanterre irrumpió en el edificio de la residencia universitaria reservado a las mujeres, gritando "¡Libertad de circulación!" para protestar contra la prohibición de entrar en la residencia femenina. Fueron brutalmente desalojados por la policía, a pesar de que en aquella época las fuerzas del orden tuvieran prohibido entrar en la universidad, una orden que existía desde la Edad Media. Empezó entonces a circular entre el profesorado una lista negra de 29 estudiantes, con el fin de que se les negase el acceso a las clases. Entre ellos estaba Daniel Cohn-Bendit, que recibió también una orden de abandonar el territorio nacional (Cohn-Bendit era de nacionalidad alemana) sin que surtiese efecto inmediato.

## Marzo 1968
Un año más tarde, en marzo de 1968 en París, durante una manifestación organizada por el Comité Vietnam Nacional (CVN) apoyando "al pueblo vietnamita contra el imperialismo americano", la sede de American Express es apedreada por los manifestantes, y varios estudiantes -entre ellos un miembro de la Juventud Comunista Revolucionaria (JCR)- son arrestados. El 22 de marzo, para protestar contra la detención de sus compañeros y contra la violencia de la represión policial, 142 estudiantes ocupan toda la noche dos plantas del edificio administrativo de la facultad de Nanterre. Redactan un llamamiento y crean una estructura de debate, el CREPS, "Centre d'études et de recherches politiques et sociales" (Centro de Estudios e Investigación Política y Social). A lo largo del mes de abril, los mítines se suceden en la facultad y el desarrollo de las clases se ve seriamente perturbado.

## El papel de los neofascistas
El movimiento neofascista Occident, cuyo bastión era la facultad de derecho de la calle Assas, en el distrito VI de París, entendía detener el avance de los movimientos de extrema izquierda y anarquistas en el medio universitario y restablecer la normalidad en Nanterre. Por otro lado, varios enfrentamientos habían tenido lugar con motivo de manifestaciones organizadas en contra de la guerra de Vietnam: Occident defendía el Vietnam del Sur, y los movimientos de izquierda el Vietnam del Norte. La tensión iba aumentando y los incidentes violentos se multiplicaban. Temiendo un raid de represalias de los ultras en Nanterre, los estudiantes se atrincheraron en los locales de la facultad. Ante la imposibilidad de controlar la situación, el 2 de mayo de 1968 el decano Pierre Grapin decide cerrar la facultad hasta los exámenes de junio.

## De Nanterre a la Sorbona
Al día siguiente, 3 de mayo, los estudiantes de Nanterre se trasladan a la Sorbona donde se prepara una manifestación de protesta por el cierre de su facultad el día anterior, y de apoyo a Daniel Cohn-Bendit y a otros compañeros suyos, llamados «los ocho de Nanterre», amenazados de expulsión de la universidad por los acontecimientos del 22 de marzo. En el mismo tiempo, 200 miembros de la organización Occident salen de la cercana facultad de derecho de Assas y se disponen a marchar sobre la Sorbona. Ante la negativa de los estudiantes reunidos en la Sorbona a desalojar el recinto, el rector pide a la policía que evacue a los estudiantes para evitar enfrentamientos. Los neofascistas retroceden, pero 400 estudiantes de la Sorbona son arrestados mientras que una muchedumbre de 1000 a 3000 personas se va agrupando alrededor del edificio y empieza a manifestarse con el lema "Libérez nos camarades" (Liberen a nuestros camaradas). Las fuerzas del orden cargan contra los manifestantes cada vez más numerosos y prosiguen con las detenciones. En pocas horas aparecen las primeras barricadas y el Barrio Latino se encuentra en estado de sitio. Aunque en las primeras horas de la noche la revuelta parece estar controlada, el mayo de 68 acaba de empezar.
En el transcurso del mes de mayo, el Movimiento del 22 de Marzo decidirá autodisolverse para no convertirse en un movimiento político. Pero las autoridades lo ilegalizarán el 12 de junio de 1968, junto con otras 11 organizaciones de extrema izquierda. El movimiento Occident también será disuelto por las autoridades el 31 de octubre de 1968.